# Ишимбай (шашечный клуб)
«Ишимбай» (первоначально — «Нефтяник», затем — «Машиностроитель») — первый в России профессиональный шашечный клуб. Образован в городе Ишимбае 14 мая 1999 года.
Первым президентом клуба являлся Владимир Петрович Давыдов — глава администрации города Ишимбая и Ишимбайского района в 2000—03 гг. Главный менеджер (в 1999—2001 годах) — Юрий Черток.

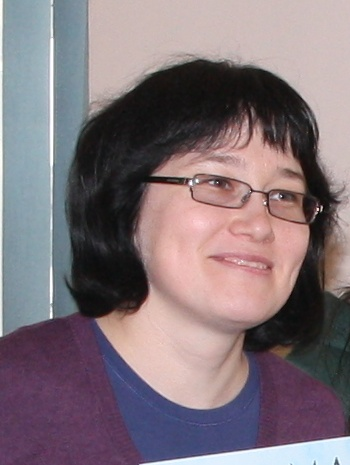
Тамара Тансыккужина

Неоднократно выигрывал Кубок Европейских чемпионов.
8 ноября 2001 года клуб выступил инициатором образования ФМШР, Федерации международных шашек России, позднее признанное официально ФМЖД

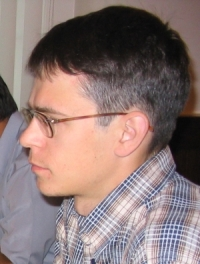
Александр Георгиев

С 2004 по 2006 годы клуб назывался «Машиностроитель», спонсировавшийся ОАО «Ишимбайский машиностроительный завод». Был образован фарм-клуб. В настоящее время называется «Ишимбай», которому грозит угроза закрытия.
В команде 2009 года играли Владимир, Елена и Максим Мильшины, а также Фидан Ишмуратов, Анатолий Татаренко, выиграв клубный чемпионат Республики Башкортостан по международным шашкам.
В 2010 — Кубок России по международным шашкам среди клубных команд (женщины)

## Известные игроки
- Тамара Тансыккужина
- Александр Георгиев
- Владимир Мильшин
- Елена Мильшина
- Муродулло Амриллаев и другие чемпионы мира.